# Félix Gancedo
Felix Gancedo Gómez (ur. 18 września 1940 w Maladze) – reprezentant Hiszpanii w żeglarstwie w klasach Słonka, Tempest, Latający Holender oraz Dragon. Brał udział w trzech edycjach igrzysk olimpijskich: 1968, 1972 i 1976). 
Jako sternik, startując w barwach klubu Real Club Mediterráneo, zdobył mistrzostwo Hiszpanii w x1 w 1964 r. i zajął trzecie miejsce w 1963 r.
Klasa, w którym naprawdę się wyróżniał, to Słonka. Felix Gancedo jest jednym z żeglarzy, którzy wyznaczyli kamienie milowe w historii hiszpańskiego żeglarstwa. W tej klasie był dwukrotnym mistrzem świata (1973 i 1975) oraz mistrzem w kategorii Masters (zawodnicy starsi niż 50 lat) w 1991, oprócz tego był czterokrotnym mistrzem Europy (1972, 1974, 1978 i 1990 oraz piętnastokrotnym mistrza Hiszpanii: 1969, 1970, 1971, 1972, 1973, 1974, 1975, 1977, 1978, 1979, 1980, 1981, 1983, 1985 i 1990. Zdobył też piętnaście trofeów Jego Królewskiej Mości (Trofeo Su Majestad el Rey) i trzy Puchary Jego Królewskiej Wysokości Księcia Asturii (Copa de Su Alteza Real el Príncipe de Asturias). Wygrał cztery trofea Księżniczki Zofi (Trofeo Princesa Sofia): w 1973 roku w klasie Dragon, w 1978, 1980 i 1982 w klasie Słonka.
W klasie Latający Holender trzykrotnie sięgał po mistrzostwo Hiszpanii: 1964, 1967 i 1968).

## Osiągnięcia
| Rok  | Pozycja | Klasa             | Zawody                     | Miejsce                           |
| ---- | ------- | ----------------- | -------------------------- | --------------------------------- |
| 2004 | 4       | Słonka            | Mistrzostwa świata Masters | Włochy – Rzym                     |
| 1991 |         | Słonka            | Mistrzostwa świata Masters | Hiszpania – Santiago de la Ribera |
| 1990 |         | Słonka            | Mistrzostwa Europy         |                                   |
| 1085 | 4       | Słonka            | Mistrzostwa świata         | Argentyna – Buenos Aires          |
| 1981 |         | Słonka            | Mistrzostwa świata         | Stany Zjednoczone – Long Beach    |
| 1978 |         | Słonka            | Mistrzostwa Europy         |                                   |
| 1976 | 9       | Tempest           | Igrzyska olimpijskie       | Kanada – Kingston                 |
| 1975 |         | Słonka            | Mistrzostwa świata         | Urugwaj – Punta del Este          |
| 1974 |         | Słonka            | Mistrzostwa Europy         |                                   |
| 1973 |         | Słonka            | Mistrzostwa świata         | Hiszpania – Malaga                |
| 1972 | 15      | Dragon            | Igrzyska olimpijskie       | RFN – Kolonia                     |
| 1972 |         | Słonka            | Mistrzostwa Europy         |                                   |
| 1971 |         | Słonka            | Mistrzostwa świata         | Brazylia – Rio de Janeiro         |
| 1968 | 11      | Latający Holender | Mistrzostwa świata         | Meksyk – Acapulco                 |